# Vance Integral Edition

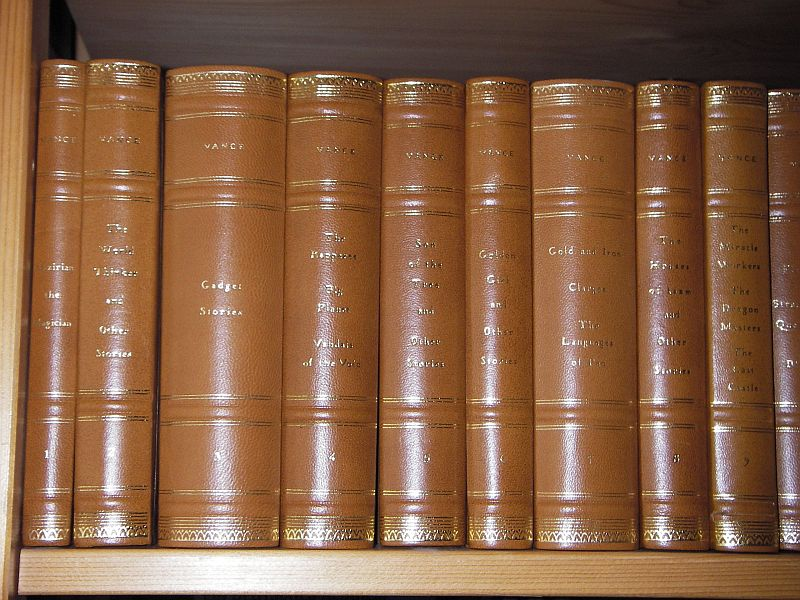
Eerste 9 banden van de VIE

De Vance Integral Edition is een project om het gehele werk van de schrijver Jack Vance in originele staat terug te brengen en uit te geven. Het project is uitgevoerd door een groot aantal vrijwilligers die vooral via internet contact met elkaar hadden. Er zijn echter ook samenkomsten geweest. Er zijn verschillende vergaderingen geweest over de opzet van het controleproces; er zijn 4 controle- en inpaksessies geweest in Cologno Monzese in Italië, waar de boeken zijn gedrukt, en er zijn distributie-sessies geweest in Amerika, waarbij een container vol boeken is gesplitst in verzendingen aan alle individuele ontvangers in Amerika. Het eindresultaat bestaat uit 44 banden met alle werken die als sets aan de liefhebbers te koop werden aangeboden om de kosten te dekken. De boeken werden in 2 versies uitgegeven: de 'Readers Edition' met bruin papieren voor- en achterkaft en lederen rug, en de 'Deluxe Edition' (luxe-uitgave) met volledig lederen kaft, gemarmerde schutbladen en goud op snee. De eerste 200 Readers Editions en alle Deluxe Editions zijn genummerd en voorzien van een speciaal inlegvel met een etsportret van Jack Vance en diens handtekening. De inschrijving op deze sets eindigde op 25 januari 2005 en de laatste series werden in september/oktober 2005 afgeleverd.
Om de donateurs en medewerkers op de hoogte te houden werd gaande het project regelmatig een nieuwsbrief uitgegeven. De naam van deze nieuwsbrief is "Cosmopolis", naar een tijdschrift en uitgeverij die in een aantal werken van Vance een grote rol speelt.
Aan het einde van het project begonnen karakterverschillen tussen de verschillende mensen die deelnamen aan het project een dusdanige rol te spelen, dat de originele VIE archief website nu zo goed als leeg is, en ook geen link bevat naar een nieuw opgezette site met bijna alle oorspronkelijke informatie.
Na het "Vance Integral Edition" project is een Engelstalige post-VIE site opgezet waarin onder andere een volledige indexering van de project nieuwsbrief Cosmopolis en Extant is opgenomen, een grote hoeveelheid informatie over het project en een aantal eerste hoofdstukken uit zijn boeken.

## Moeilijkheden
Van veel van het oudere werk van Vance zijn de manuscripten verloren gegaan en waren alleen de teksten zoals uitgegeven in diverse publicaties beschikbaar. Dergelijke teksten zijn echter vaak geredigeerd en/of vertaald door de diverse uitgevers, zodat van sommige verhalen meerdere versies bestaan. Voor het reconstrueren van de meest waarschijnlijke oorspronkelijke tekst is gebruikgemaakt van speciale, zelf geschreven software, waarmee de schrijfstijl en het woordgebruik van Vance uitgebreid geanalyseerd kon worden, vaak door het vergelijken van gescande teksten van verschillende uitgaven. Op die manier konden vaak de varianten van passages gevonden worden die het dichtst bij de originele schrijfstijl lagen. De drang naar perfectie was dusdanig groot, dat om te beginnen een boek waarvan aangenomen werd dat de uitgever er het minst in gewijzigd was door meerdere personen, liefst met verschillende scanners en verschillende OCR-programma's, ingelezen werd, om fouten uit het scan-proces al gelijk te herkennen. Daarna ging het proces verder met het vergelijken van de gecorrigeerde scan-versies van verschillende publicaties, waarna dan nog openstaande verschillen vergeleken werden met de schrijfstijl zoals die uit andere boeken van Vance bekend was.